# Horakiella
Horakiella is een geslacht van schimmels uit de familie van de Sclerodermataceae. De typesoort is Horakiella clelandii.

## Soorten
Volgens Index Fungorum bevat het geslacht twee soorten (peildatum november 2021):
| Soortnaam             | Auteur(s)                    | Publicatiejaar |
| --------------------- | ---------------------------- | -------------- |
| Horakiella clelandii  | (Rodway) Castellano & Trappe | 1992           |
| Horakiella watarrkana | Trappe & Claridge            | 2010           |